# Cólica do lactente
Cólicas do lactente são episódios recorrentes de choro incessante que duram mais de três horas por dia, por mais de três dias por semana e ao longo de mais de três semanas numa criança de outra forma saudável. O choro é mais frequente durante a noite. Geralmente não causa complicações a longo prazo para o bebé. No entanto, pode causar frustração nos pais, depressão pós-parto, consultas desnecessárias e abuso infantil.
Desconhece-se a causa das cólicas. Põe-se a hipótese de serem resultado de desconforto ou dores intestinais. O diagnóstico requer descartar outras possíveis causas. Entre outros sintomas que podem ser motivo de preocupação estão a febre, letargia ou abdómen inchado. No entanto, só menos de 5% dos lactentes com excesso de choro é que têm uma doença subjacente.
O tratamento é geralmente conservador. Tanto medicação como terapias alternativas têm pouca ou nenhuma utilidade. Em alguns casos, apoiar os pais pode ser benéfico. Existem algumas evidências que apoiam a eficácia de determinados probióticos para o bebé e de uma dieta pobre em alérgenos para as mães que se encontram a amamentar. Em bebés alimentados a biberão, uma fórmula infantil hidrolisada pode ter alguns benefícios.
As cólicas afetam entre 10 e 40% de todas as crianças. São mais comuns por volta das seis semanas de idade e geralmente desaparecem por volta dos seis meses de idade. Só muito raramente é que persistem até ao primeiro ano. A condição afeta ambos os sexos em igual proporção. A primeira descrição detalhada da condição foi feita em 1954.